# Trentepohlia clitellaria
Trentepohlia clitellaria är en tvåvingeart som beskrevs av Alexander 1934. Trentepohlia clitellaria ingår i släktet Trentepohlia och familjen småharkrankar.
Artens utbredningsområde är Kamerun. Inga underarter finns listade i Catalogue of Life.